# Arte biodegradabile
L'arte effimera biodegradabile, nasce a Milano nel 1970 ad opera dell'artista siciliano Filippo Panseca, critici di questo nuovo movimento artistico sono Pierre Restany e Guido Ballo.
Panseca realizza provocatoriamente delle opere profumate con essenze vegetali, di pino, alghe marine, a rapidissima alterazione, realizzate con plastica fotodegradabile che gli proviene dalla Bio-Degradable Plastics, Inc. di Boise, Idaho (USA).

## Opere
Le opere vengono esposte in Italia a Milano presso la Galleria del Naviglio, a Parigi alla Galleria Lara Vincy, a New York presso Leo Castelli.
- Nel febbraio 1973 la rivista Domus pubblica la copertina del Monumento Effimero alle Religioni, consistente in una sfera rossa biodegradabile di m 30 da realizzare nella piazza San Pietro di Roma in sostituzione dell'obelisco.

Lo stesso progetto viene pubblicato dal N° 1 del nuovo quotidiano la Repubblica.
I “Monumenti fotodegracabili di Filippo Panseca” vengono definiti da Tommaso trini “enormi sfere da costruire con polimeri fotodegradabili che potrebbero diventare i monumenti a perdere di domani”.
La rivista Design di New York dedica a firma del suo direttore Jan Roger Guilfoile ampio spazio e foto all'evento artistico con numerose immagini dei progetti.
- La galleria del Naviglio di Milano nel 1974 pubblica il progetto per un monumento biodegradabile in 90 giorni  alla Biennale di Venezia, e successivamente apre una sottoscrizione per la realizzazione di un monumento biodegradabile da realizzare a Milano nel 1975.
- Nel 1975 con il critico d'arte Pierre Restany, trasmette dalla Rank Xerox di Milano via Satellite negli USA il progetto per un monumento all'Arte in sostituzione della Statua della Libertà di New York.
- Nel 1981 esegue presso il cortile dell'Accademia di Brera nella mano del Napoleone di Canova l'installazione di una Vittoria Alata effimera, biodegradabile in 30 giorni. I progetti con prefazione di Pierre Restany vengono esposti alla Galleria Apollinaire di Guido Le Noci in via Brera.
- Nel 1982 invitato alla Biennale di Venezia espone due progetti ed una sfera biodegradabile in 60 giorni.